# Peter Altmeyer
Peter Altmeyer (* 17. Februar 1945 in Günzburg) ist ein deutscher Dermatologe. Er war bis 2014 Chefarzt der Dermatologischen Klinik im St. Josef-Hospital Bochum (Universitätsklinikum der Ruhr-Universität Bochum). In dieser Zeit zählten die Erforschung und Behandlung von Hautkrebs zu seinen wissenschaftlichen und medizinischen Schwerpunkten. Schon Ende der 1980er Jahre wurden unter seiner Führung die ersten Präventionsprogramme gegen Hautkrebs initiiert. 1993 gründete er die Deutsche Melanomgesellschaft.

## Leben
Als weitere Schwerpunkte der Dermatologie im St. Josef-Hospital Bochum wurden von ihm die Allergologie, die Behandlung von AIDS-Patienten und die Ästhetische Medizin aufgebaut. 2007 erfolgte die Gründung des Venenzentrums. Auf Initiative von Peter Altmeyer wurden medizinische Kongresse im Ruhrgebiet durchgeführt, darunter der Deutsche Hautkrebs-Kongress (2006) und die Jahrestagung der Deutschen Gesellschaft für Phlebologie (2008).
Peter Altmeyer hat an über 800 wissenschaftlichen und medizinischen Publikationen mitgearbeitet. An 30 Monografien war er als Herausgeber oder Autor beteiligt, unter anderem an der „Enzyklopädie Dermatologie, Venerologie, Allergologie und Umweltmedizin“, einem Lehrbuch der Dermatologie, welches online verfügbar ist.
Von 1995 bis 1999 war er Ärztlicher Direktor des St. Josef-Hospitals Bochum und von 1999 bis 2003 dessen Ärztlicher Geschäftsführer. 2007 wurde er in die Geschäftsführung des Katholischen Klinikums Bochum berufen.
Altmeyer hält 8 Prozent der Anteile des „Fachklinikums Borkum“, einer Rehabilitationsklinik auf Borkum. 2013 wurde aufgedeckt, dass seine Bochumer Assistenzärzte ohne Genehmigung dort regelmäßig arbeiteten, ohne dass sie pflichtgemäß weitergebildet wurden. Die Ärztekammer Westfalen-Lippe verhängte ein Ordnungsgeld in Höhe von 5000 Euro und kürzte Altmeyers Weiterbildungsbefugnis.

## Auszeichnungen
1998 wurde Altmeyer für den Einsatz für die Früherkennung von Hautkrebs mit dem Bundesverdienstkreuz 1. Klasse ausgezeichnet.

## Schriften
Als Autor
- Therapielexikon Dermatologie und Allergologie. 2. Auflage, Springer-Verlag, Berlin / Heidelberg 2005, ISBN 3-540-23781-X.
- mit Martina Bacharach-Buhles: Enzyklopädie Dermatologie, Allergologie, Umweltmedizin. Springer, Berlin 2002; 2. Auflage (mit Volker Paech) 2001, ISBN 978-3-540-89542-8.
- Basiswissen Dermatologie. Eine vorlesungsorientierte Darstellung. W3L, Herdecke 2006, ISBN 3-937137-95-5.
- Dermatologische Differenzialdiagnose. Der Weg zur klinischen Diagnose Springer, Heidelberg 2007, ISBN 978-3-540-39001-5, doi:10.1007/978-3-540-39003-9.

Als Herausgeber
- mit Klaus Hoffmann, Stephan Gammal, Jerry Hutchinson: Wound Healing and Skin Physiology. Springer, Berlin 1995, ISBN 978-3-540-56124-8, doi:10.1007/978-3-642-77882-7.
- Einblicke. 100 Jahre Dermatologie Bochum 1911–2011. Klinik für Dermatologie, Venerologie und Allergologie, Bochum 2011 (online).